# Beoga

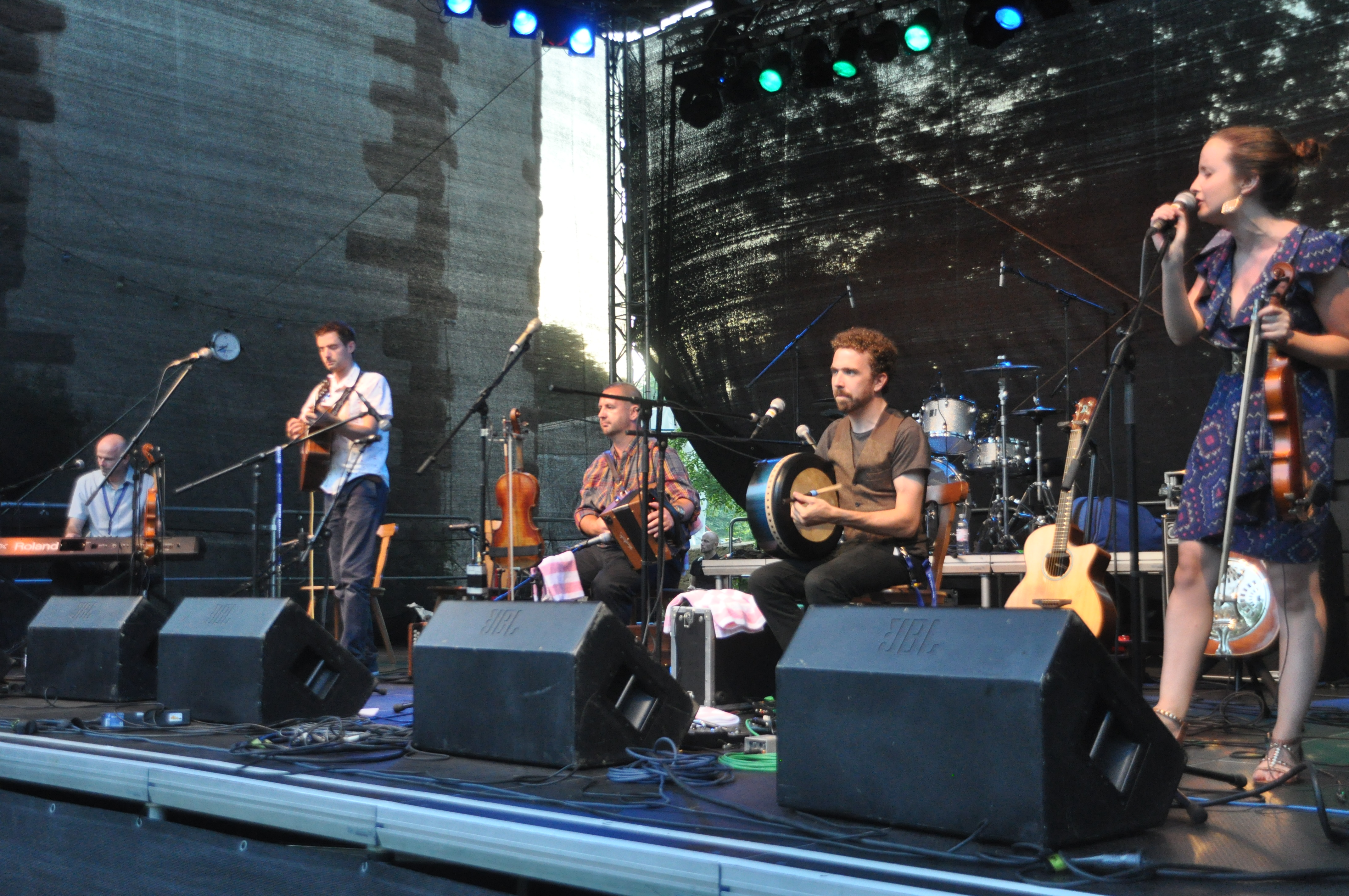
Beoga in 2013

Beoga is een traditionele band uit de County Antrim, Noord-Ierland. Zij spelen de oude muziek van Ierland gemengd met moderne melodieën. Tot heden produceerden zij twee albums, in 2004 en 2007. Apart is het samenspel van de twee spelers op de diatonische accordeons. In 2007 treden zij op in Oostenrijk, Duitsland, Engeland, Wales, Ierland, Italië en de Verenigde Staten. In 2010 speelde Beoga op de elfde editie van het Eindhovense folkfestival Folkwoods.

## De band bestaat uit
- Seán Óg Graham: diatonische accordeon
- Damian McKee: diatonische accordeon
- Eamon Murray: bodhrán
- Liam Bradley: piano
- Naimh Dunne: zang

## Discografie
- A Lovely Madness – 2004
- Mischief – 2007
- The Incident - 2009
- How To Tune A Fish - 2011